# Pierre Janet
Pierre-Marie-Félix Janet (* 30. Mai 1859 in Paris; † 24. Februar 1947 ebenda) war ein französischer Philosoph, Psychiater und Psychotherapeut. Er ist der Begründer der modernen dynamischen Psychiatrie. In seinen therapeutischen Ansätzen kann er als Wegbereiter der modernen Psychotherapie und Vordenker der Psychotraumatologie betrachtet werden.

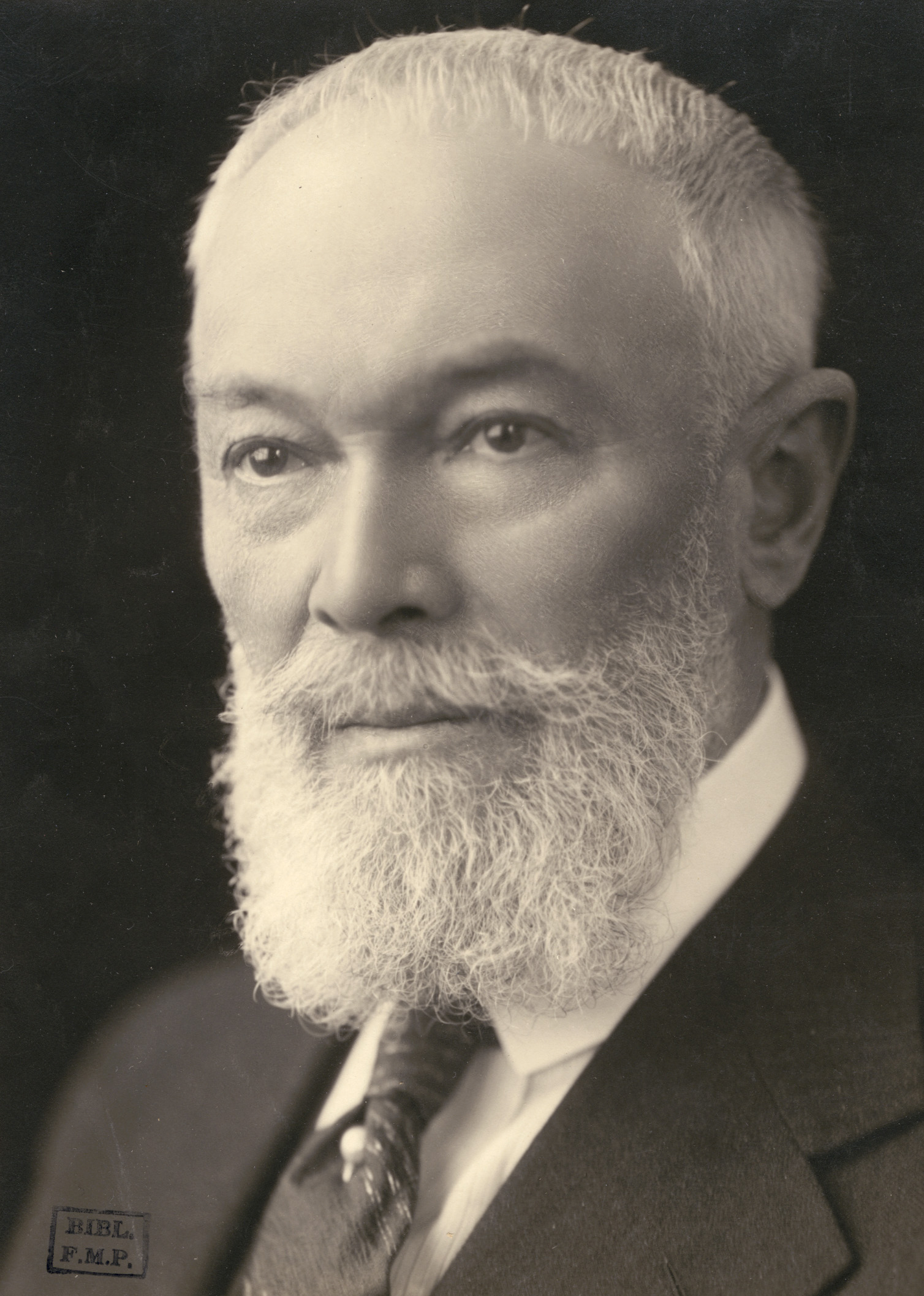
Pierre-Marie-Félix Janet

## Biografie
Janet ist der zweitälteste Sohn des Jules Janet (1813–1894) einem Herausgeber juristischer Schriften, und dessen Frau Fanny, geborene Hummel (1836–1885), die aus Straßburg stammte. Seine Geschwister waren ein älterer Bruder Paul (1823–1894) und späterhin Professor für Philosophie, ein jüngerer Bruder Jules (1861–1942), der als Urologe praktizierte und eine jüngere Schwester Marguerite. Janets Familie zog kurz nach Pierres Geburt in eine kleine Stadt, Bourg-la-Reine, die circa zehn Kilometer südlich des Zentrums von Paris am linken Ufer der Bièvre liegt. Ab dem Jahre 1870 wohnte die Familie wieder in Paris. Ein Onkel väterlicherseits war der Philosoph Paul Janet.
Pierre Janet besuchte, von 1871 bis 1878, das bekannte Collège Sainte-Barbe in Paris, wo schon Ignatius von Loyola, Calvin und Gustave Eiffel zur Schule gingen. Er schaffte 1879 die Zulassung zur Eliteschule École normale supérieure, wo er 1882 die Agrégation de Philosophie als Zweitbester bestand.
Von 1882 bis 1889 lehrte er am Lycée in Châteauroux und Le Havre als Philosophielehrer. Hier wurde er im Jahre 1889 in der Philosophie durch seine Dissertationsschrift Philosophische Dissertation L’automatisme psychologique und einer lateinischen Dissertation Baco Verulamis alchemicis philosophis quid debuerit promoviert.
In seiner Freizeit arbeitete er als Freiwilliger im Krankenhaus von Le Havre und unternahm in eigener Initiative psychiatrische Forschungsarbeiten. So führte er ab dem Jahre 1885 erste Untersuchungen zur Hypnose in dem Krankenhaus von Le Havre in Begleitung des Chefarztes Joseph Gibert (1829–1899). Im Mittelpunkt ihres klinischen Interesses lag die bretonische Schlafwandlerin Léonie Leboulanger („Frau B.“, * 1837). Erste Publikationen über den Somnambulismus von Vorträgen für die Société de psychologique physiologique, u. a. in „Ribots Revue Philosophique“. Durch seine Untersuchungen entstanden Kontakte, etwa zu Jean-Martin Charcot, Charles Richet, Julian Ochorowicz, Léon Marillier, Frederick Myers und Henry Sidgwick.
Diese Untersuchungen bildeten auch die Grundlage für die oben erwähnte Haupt-Doktorarbeit Janets: L’Automatisme Psychologique. In diesem Werk unterschied er zwischen Unterbewusstsein und Bewusstsein und legte damit den Grund für Freuds Konzept des Unbewussten.
Janet studierte von 1889 bis 1893 Medizin und arbeitete auf Jean-Martin Charcots Stationen am Hôpital Salpêtrière, wo er auch seine klinischen Forschungen wieder aufnahm. In der medizinischen Doktorarbeit von 1893 legte er seine Theorie der Hysterie (Original Contribution à l’étude des accidents mentaux chez les hystériques) dar.
1893 übertrug ihm Charcot die Leitung des Forschungslabor für Experimentalpsychologie am Hôpital Salpêtrière, das Charcot für ihn einrichten ließ, die er bis 1902 innehatte; gleichzeitig lehrte er an der Sorbonne und am Collège de France Philosophie.
Im Jahre 1894 heiratete Janet seine Ehefrau Marguerite Duchesne, mit der er drei Kinder hatte, Hélène, Fanny und Michel.
Ab 1895 lehrte Janet am Collège de France auch experimentelle und vergleichende Psychologie und war dort von 1902 bis 1934 Professor. Er gründete das Journal de psychologie normale et pathologique (1904) und die Société de psychologie, die 1941 zur Société française de psychologie wurde.
Sigmund Freud konnte Ende des Jahres 1895 zu einem „sechsmonatiges Reisestipendium für Nachwuchswissenschaftler“ zu Charcot an das Hôpital Salpêtrière aufbrechen. Beide leiteten die „psychologische Wende“ in der klinischen Erforschung der Hysterie ein und stellen sich damit im Gegensatz zu ihrem Lehrer Charcot, der die Hysterie als funktionelle Nervenkrankheit ansah. Inwieweit sich Janet und Freud begegneten bleibt offen.
1904 wurde er für eine Vortragsserie nach Amerika eingeladen und 1913 übernahm am Internationalen Kongress für Medizin in London die Rolle des Kritikers an der Psychoanalyse Sigmund Freuds.
1919 veröffentlichte Janet sein 3-bändiges Werk Les Médications Psychologiques, eine systematische Abhandlung über Psychotherapie. Ab 1925 entwickelte Janet sein neues System der Psychologie des Verhaltens weiter.
1932 wurde Janet in die American Academy of Arts and Sciences gewählt, 1938 in die National Academy of Sciences und 1940 in die American Philosophical Society. 1935 nahm er seinen Abschied vom Collège de France, widmete sich aber weiterhin seiner privaten Praxis.

## Werk

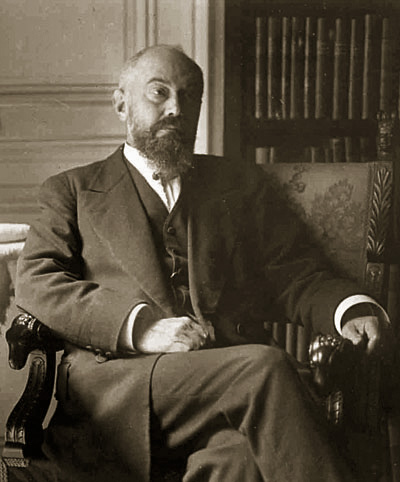
Pierre-Marie-Félix Janet (Photographie von Dornac)

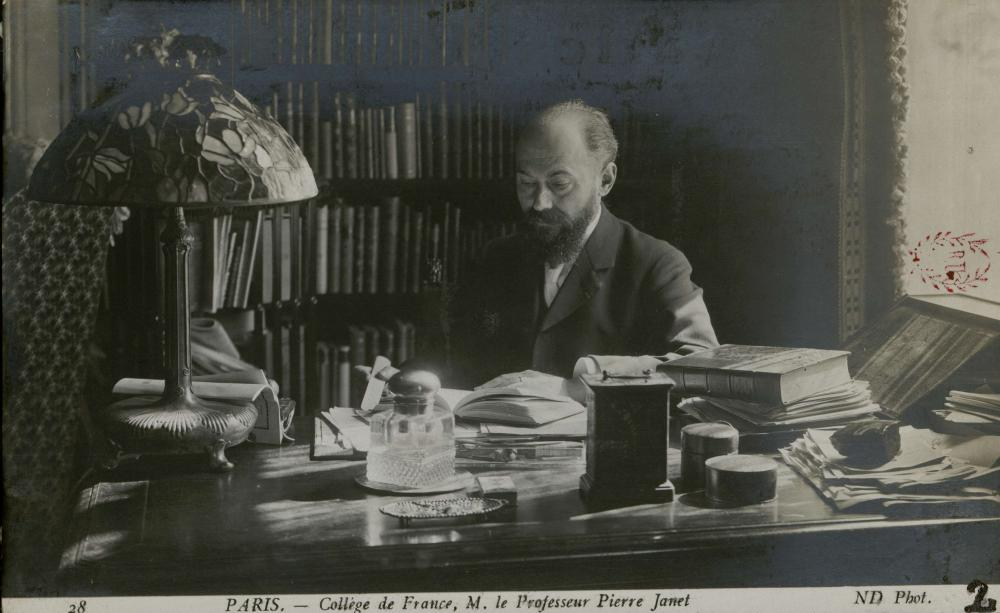
Collège de France, Professeur Pierre Janet

Janet stand am Anfang der modernen dynamischen Psychiatrie. Sein Werk war eine der Hauptquellen für Freud, Adler und Jung. Er hat den Begriff des „Unterbewusstseins“ geprägt, seine Konzepte finden sich wieder in Bleulers Schizophrenie und Autismus, in Jungs Komplex, in Adlers Minderwertigkeitsgefühl und in Freuds „Studien über die Hysterie“ (1895). Seine Gedanken sind so weit verbreitet, dass ihr Ursprung meist nicht erkannt und deshalb auf andere zurückgeführt wird.
Janet entwickelte als erster bereits im Jahre 1889 eine bis heute gültige Theorie über die Verarbeitungsprozesse traumatischer Erfahrungen. Danach betrachtete er die Trauma-Antwort grundsätzlich als eine Störung des Gedächtnisses, die die Integration der traumatischen Erinnerungen in bestehende kognitive Strukturen verhindere, was zu deren Abspaltung von Bewusstsein und Willenskontrolle und zu Dissoziation und Amnesie führe und die psychischen und somatoformen Trauma-Symptome verursache. Er entwickelte auch einen therapeutischen Ansatz für traumatisierte Patienten, um mit einer systematischen, phasenorientierten Behandlung bestehend aus Stabilisierung, Traumabearbeitung und Integration die Verminderung von posttraumatischem Stress und eine kognitive Reintegration der traumatischen Erinnerungen zu erreichen.
Durch Janets Erkenntnisse, die für fast 100 Jahre weitgehend in Vergessenheit gerieten, bevor sie in den 1980er Jahren durch die moderne Psychotraumatologie wiederentdeckt wurden, ist u. a. das heutige Verständnis der Dissoziation bereits in wesentlichen Teilen vorweggenommen worden.

## Schriften (Auswahl)

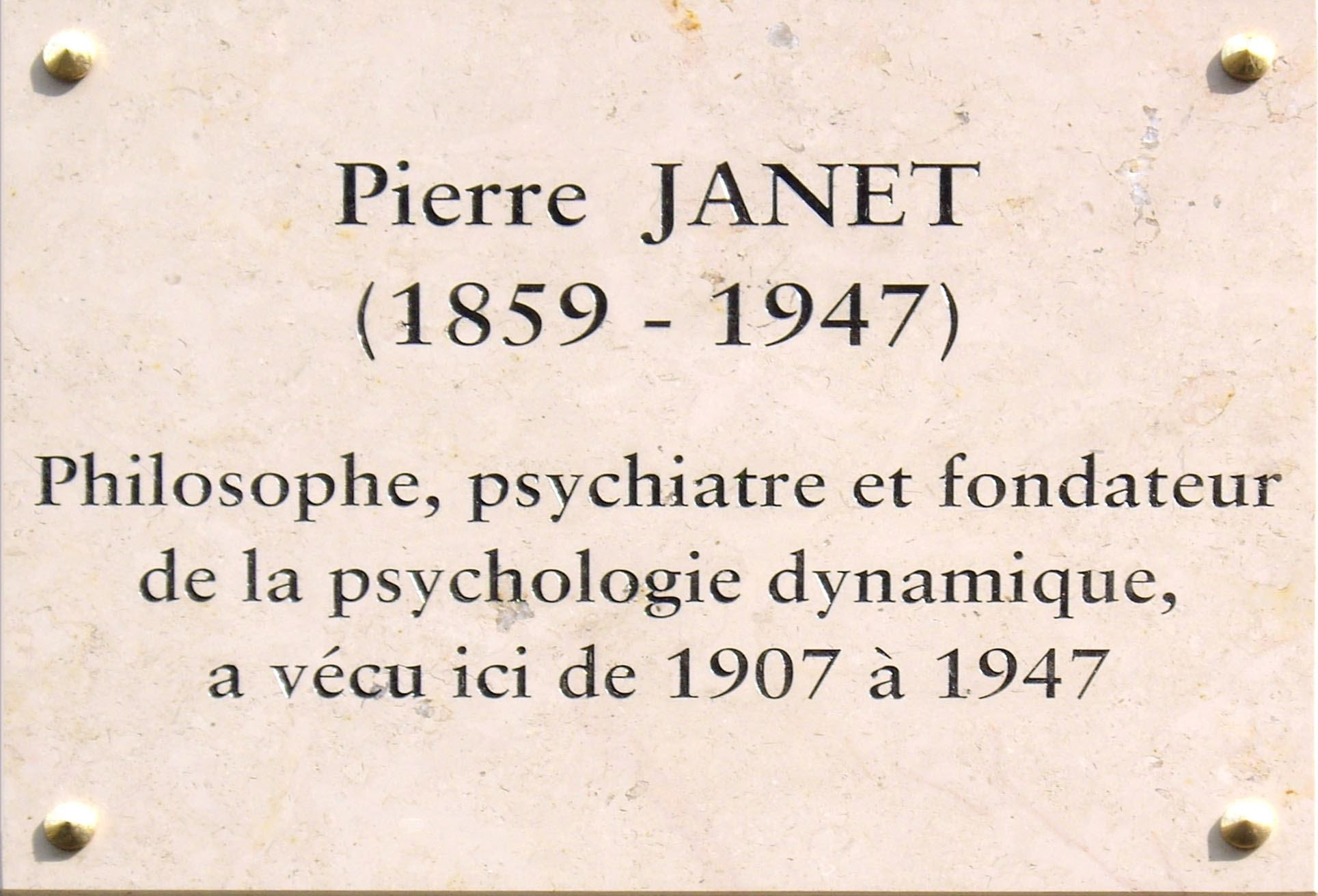
Gedenktafel am Wohnhaus von Pierre Janet, 54 rue de Varenne, Paris 9.

- Der Geisteszustand der Hysterischen. Mit einer Vorrede von Jean-Martin Charcot, übersetzt von Max Kahane. Deuticke, Leipzig/Wien 1894 (Digitalisat).
- Die Psychologie des Glaubens und die Mystik. Hrsg. von Gerhard Heim, übersetzt von Nikolaus de Palézieux. Matthes & Seitz, Berlin 2013, ISBN 978-3-88221-607-3.
- L’Amnesie et la dissociation des souverirs par l’emotion. Journal Psychol. 4, 1904, 417–453.
- De l’angoisse à l’extase. Vol. 1. Félix Alcan, Paris 1926.
- De l’angoisse à l’extase. Vol. 2. Félix Alcan, Paris 1928.
- L’automatisme psychologique. Félix Alcan, Paris 1889 (Reprint: Société Pierre Janet, Paris 1889/1973).
- Lánesthésie systemanisèe et la dissociation des phénoénes psychologiques Nicolas. Paris 1887
- The major symptoms of hysteria 1907
- Névroses Et Idées Fixes. Félix Alcan, Paris 1898